# Včelíny
Včelíny jsou přírodní památka v katastrálním území obce Horná Súča v okrese Trenčín v Trenčínském kraji na Slovensku. Území bylo vyhlášeno v roce 1990 a jeho rozloha je 1,29 hektaru. Předmětem ochrany jsou oligotrofní travinná společenstva na odvápněných pískovcích vrchu Chabová v Bílých Karpatech.